# Euphysa scintillans
Euphysa scintillans is een hydroïdpoliepensoort uit de familie van de Corymorphidae. De wetenschappelijke naam van de soort is voor het eerst geldig gepubliceerd in 2010 door Gershwin, Zeidler & Davie.